# كلية ماسترخت لإدارة الأعمال
كلية ماسترخت لإدارة الأعمال، هي كلية خاصة في الكويت تأسست في 2003، تمنح شهادة الماجستير فقط خلال مدة دراسية سنتين ونصف، اعتُرِف بها في فبراير 2003 من قبل مجلس الجامعات الخاصة والمرسوم الأميري رقم 140 لعام 2003.